# Tricholoma niveipes
Espèce
Tricholoma niveipes est une espèce de champignons (Fungi) Basidiomycètes du genre Tricholoma. L'épithète « niveipes » fait référence à son pied coloré d'un beau blanc qui rappellerait la neige.
Il produit un sporophore de taille petite à moyenne au chapeau convexe plutôt visqueux mais devenant sec avec l'âge, fribrilleux, coloré de brun grisâtre à noirâtre parfois violacé s'éclaircissant sur sa marge. Les lames et la chaire blanches puis légèrement grises sentent et goûtent la farine. Le pied droit à légèrement évasé vers le bas est coloré d'un blanc neige et prend une coloration grise à brune à la manipulation. Les spores presque cylindriques à allongées mesurent de 7 à 9 μm de long pour 3 à 4 μm de large
,. 
Cette espèce forestière pousse en automne en solitaire, dispersée ou en troupe dans le sable en association avec les Pins tels que Pinus rigida et P. banksiana. Décrite depuis le Massachusetts, elle est largement distribuée dans l'Est de l'Amérique du Nord : de l'Ontario et du Québec vers le sud jusqu'en Floride et au Texas. Elle est localement commune,.
Cette espèce se reconnaît à son chapeau visqueux noir grisâtre à noir violacé, à ses lamelles blanches à gris pâle et à ses spores longues et étroites. Elle est si proche de Tricholoma portentosum que leur synonymie fait débat. Le Tricholome prétentieux s'en distingue par ses spores plus larges et les tons jaunâtres de son chapeau, ses lames et son pied. T. myomyces, le Petit gris, est similaire, mais son chapeau est sec, gris à gris foncé, sa chair est inodore et insipide et une légère cortine est parfois présente sur les jeunes spécimens.
À l'instar de ses espèces ressemblantes, il s'agit d'un champignon comestible, notamment récolté dans le Massachusetts.

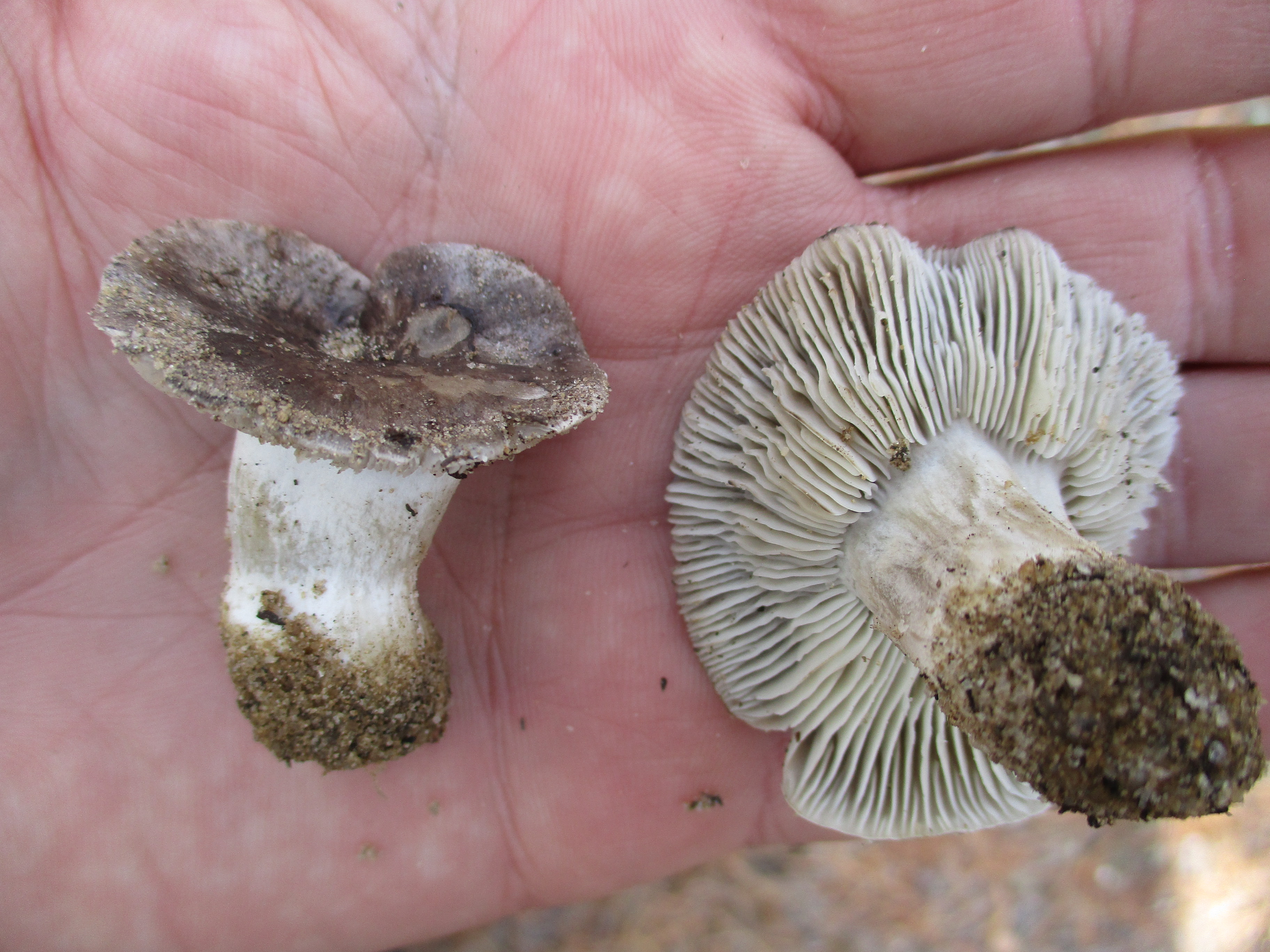
Tricholoma niveipes (New Jersey, USA)